# Política para la adquisición de competencia digital
La política para la adquisición de competencia digital es un conjunto de ordenamientos que regulan el avance en la adquisición, transferencia y evolución de la tecnología al ciudadano, con el propósito que se beneficie en los ámbitos: laborales, académicos, trámites gubernamentales, financieros, sociales.

## Clasificación
Para lograr la adquisición de habilidades digitales son tres niveles que influyen en el desarrollo de las políticas:
El plano mundial, a través de acuerdos entre organismos internacionales, dan los sustentos para formalizar las políticas y planes de TIC.
En el plano regional, son los acuerdos entre países por cercanía geográfica, que se distinguen por sus condiciones similares económicas, políticas, educativas, de desarrollo, por el idioma, etc.
El plano nacional, se refiere a las políticas TIC implementadas a través del gobierno (agendas digitales, estrategias digitales, planes de desarrollo) siendo un área trascendente la educativa.
A nivel mundial hay dos entidades que han influido en la integración de las TIC en la educación, la Organización de las Naciones Unidas (ONU) que ha impulsado la alfabetización digital a través de Los Objetivos de Desarrollo del Milenio (ODM) y las Cumbres Mundiales de la Sociedad del Conocimiento (CMSC). 
Para América Latina y el Caribe se ha desarrollado el Plan de Acción Regional sobre la Sociedad de Conocimiento (eLAC), su objetivo es intermediar entre las metas de la comunidad internacional y las de los países que componen la región, y la Organización de  los Estados Iberoamericanos (OEI) a través del marco normativo de las metas 2021.
En el plano nacional a través de la generación de políticas a nivel mundial y posteriormente adecuadas a los entornos regionales, cada país ha desarrollado una política o agenda digital, que corresponde a compromisos previamente pactados para toda la región. Cada país debe definir los organismos o  las áreas responsables del gobierno para definir, implementar, dar seguimiento, controlar y obtener resultados, que permitan  cumplir con las metas definidas a nivel nacional, regional y mundial. 
El  Gobierno de la República Mexicana a través del Plan Nacional de Desarrollo 2013-2018 y la Estrategia Digital Nacional 2013-2018, integra el desarrollo de  habilidades digitales. La responsabilidad de obtener resultados ha sido confiada a la Coordinación de Estrategia Digital Nacional de la Oficina de la presidencia de la República.

## Programas digitales para la adquisición de TIC
Algunos países han desarrollado un conjunto de lineamientos que les permiten capacitar a los profesores o alumnos, por lo cual han emitido los siguientes documentos: 
• Unión Europea
Competencia digital: Identificación y validación a nivel europeo de los componentes clave para todos los niveles de los estudiantes (enlace roto disponible en Internet Archive; véase el historial, la primera versión y la última). (Identification and European-wide validation of its key components for all levels of learners DIGCOMP)
•España
Marco común de competencia digital docente.
• Chile
Matriz de habilidades TIC para el aprendizaje (enlace roto disponible en Internet Archive; véase el historial, la primera versión y la última)..
• Colombia
Desarrollo de competencias TIC. Para el desarrollo profesional docente (enlace roto disponible en Internet Archive; véase el historial, la primera versión y la última)..